# Rhyticeros
Rhyticeros és un gènere d'ocells de la família dels buceròtids (Bucerotidae). Aquests calaus habiten la selva humida des del sud-est asiàtic i Nova Guinea fins a les illes Salomó.

## Llista d'espècies
Aquest gènere conté 6 espècies:
- calau de Sulawesi (Rhyticeros cassidix).
- calau de Sumba (Rhyticeros everetti).
- calau de Narcondam (Rhyticeros narcondami).
- calau de Nova Guinea (Rhyticeros plicatus).
- calau de Myanmar (Rhyticeros subruficollis).
- calau fistonat (Rhyticeros undulatus).